# 11155 Кінпу
11155 Кінпу (11155 Kinpu) — астероїд головного поясу, відкритий 31 грудня 1997 року.
Тіссеранів параметр щодо Юпітера — 3,585.